# نیترامید
نیترامید (به انگلیسی: Nitramide) با فرمول شیمیایی H۲N۲O۲ یک ترکیب شیمیایی با شناسه پاب‌کم ۲۴۵۳۴ است. که جرم مولی آن ۶۲٫۰۳ g/mol می‌باشد. شکل ظاهری این ترکیب، جامد بی‌رنگ است.